# Calligonum cancellatum
Calligonum cancellatum là một loài thực vật có hoa trong họ Rau răm. Loài này được Mattei mô tả khoa học đầu tiên năm 1925.